# Jean-Claude Trichet
Jean-Claude Trichet (Lyon, 20. prosinca 1942.) francuski je ekonomist koji je obnašao dužnost predsjednika Europske središnje banke od 2003. do 2011. godine. Prije nego što je preuzeo predsjedničku dužnost, bio je guverner Francuske banke od 1993. do 2003. za trajanja mandata predsjednicima Françoisa Mitterranda i Jacquesa Chiraca.
Nakon što je napustio Europsku središnju banku, Trichet je postao članom Upravnog odbora Banke za međunarodna poravnanja. Pridružio se i nedoktrinalnom think tank- u Bruegel radi savjetovanja o ekonomskoj politici. Trichet se 2008. godine našao na petom mjestu Newsweekove liste najmoćnijih svjetskih ekonomista, zajedno s velikanima ekonomije Benom Bernankeom (četvrti) i Masaakijem Shirakawom (šesti).

## Rani život i obrazovanje
Trichet je rođen 1942. u Lyonu, kao sin profesora grčkog i latinskog jezika. Školovao se na École des Mines de Nancy, na kojem je diplomirao 1964. godine. Magistrirao ekonomiju na Sveučilištu u Parizu, a zatim se 1966. uspješno usavršavao na Institut d'études politiques de Paris (poznatiji kao Science Po) i na École nationale d'administration (ENA) od 1969. – 1971., dvije francuske visokoškolske ustanove na polju političkih znanosti i državne uprave.

## Karijera

### Karijera u javnom sektoru
Od 1987. Trichet je bio na čelu Javne riznice (fra. Trésor public). U tom je svojstvu također predsjedavao Pariškim klubom država vjerovnika sredinom 1980-ih i bio uključen u rješavanje problema s državnim dugom koji su pogodili zemlje Južne Amerike, Afrike i Bliskog Istoka. Postao je i članom Grupe tridesetorice, financijskog savjetodavnog tijela sa sjedištem u Washingtonu. Ubrzo nakon stupanja na dužnost u Javnoj riznici, Trichet je nadgledao promjenu politike antiinflacijske utvrde (snažni franak) kako bi se utro put valutnoj uniji s Njemačkom. Godine 1993. predvodio je Trésorov potez da Banci Francuske odobri neovisnost da sama određuje svoje kamate.
Godine 1997., premijer Lionel Jospin i predsjednik Jacques Chirac predložili su Tricheta kao francuskog kandidata za mjesto predsjednika Europske središnje banke. Na taj su se način suprotstavili Wimu Duisenbergu, kandidatu kojeg je preferirala većina članica eurozone. Pod kompromisom koji je zacrtao njemački ministar financija Theo Waigel, Duisenberg će dati ostavku na pola svog osmogodišnjeg mandata kako bi ustupio mjesto Trichetu.  Dana 1. studenog 2003. naslijedio je Wima Duisenberga .
Tijekom svog mandata, Trichet je nadzirao djelovanje ECB-a tijekom europske dužničke krize, uključujući njegov Programotkupa vrijednosnih papira kao srdstvo ublažavanja krize na tržištima državnih obveznica eurozone. Godine 2011. član uprave ECB-a Jürgen Stark dao je ostavku kao prosvjed protiv takve ekonomske politike.

### Karijera u privatnom sektoru
Dana 28. siječnja 2012., odbor Europske zrakoplovne obrambene i svemirske tvrtke odobrio je Trichetovu nominaciju u Odbor, gdje je zastupao (s Dominiqueom d'Hinninom iz Lagardère Grupe) francuski državni holding SOGEADE.
Trichet je naslijedio Maria Montija na mjestu predsjednika europskog ogranka Trilateralne komisije 2012.
Trichet je bio član Eminent Persons Group za globalno financijsko upravljanje, koju su osnovali ministri financija i guverneri središnjih banaka G20 za razdoblje od 2017. do 2018.

## Ostale aktivnosti

### Međunarodne organizacije
- Europska središnja banka, predsjednik Etičkog odbora (2016. – 2019.)[12]
- Europski odbor za sistemski rizik (ESRB), predsjednik (2010. – 2011.)

### Korporativni odbori
PIMCO, član Globalnog savjetodavnog odbora (od 2015.)

### Neprofitne organizacije
- Scope Foundation, član počasnog odbora (od 2020.)[14]
- Centar za ekonomska i politička istraživanja (CEPR), uvaženi suradnik (od 2019.)[15]
- Bruegel, predsjednik uprave (od 2012.)[16]
- Bilderberg Group, član Upravnog odbora[17]
- Europski horizonti, savjetnik[18]
- Inicijativa za istraživanje složenih sistemskih nestabilnosti (CRISIS), član Savjetodavnog odbora[19]
- Institut za pravo i financije Sveučilišta Goethe u Frankfurtu, član Akademskog savjetodavnog odbora[20]
- Vijeće za sistemski rizik (SRC), viši savjetnik[21]

## Političke pozicije
U jeku europske krize državnog duga, Trichet je javno kritizirao predsjednika Nicolasa Sarkozyja i kancelarku Angelu Merkel, koji su se na sastanku u Deauvilleu 2010. godine dogovorili da bi se državni dug mogao restrukturirati spašavanjem kako bi privatni investitori platili svoj dio, ali taj plan nikada nije proveden.
Na svečanosti dodjele nagrade Karla Velikog 2011. godine, Trichet je pozvao na stvaranje središnjeg ministarstva financija koje će nadzirati potrošnju zemalja koje koriste euro.
Dana 5. kolovoza 2011. Trichet je zajedno s Mariom Draghijem napisao pismo talijanskoj vladi u kojem se zahtijeva niz ekonomskih reformi koje bi trebale biti što prije provedene u Italiji.
Godine 2015. Trichet je udružio snage s još dvojicom bivših guvernera Banke Francuske, Michelom Camdessusom i Jacquesom de Larosièreom i javno podržao imenovanje Françoisa Villeroya de Galhaua, za kojeg se zalagao predsjednik Françoisa Hollande na čelo središnje banke.
U članku Financial Timesa iz 2019. godine, Trichet je javno uzvratio udarac nekim svojim bivšim kolegama u Europskoj središnjoj banci, uključujući Jürgena Starka i Otmara Issinga koji su radili kao glavni ekonomisti ECB-a pod njegovim predsjedanjem, nazivajući "pogrešnim" njihove kritike labave monetarne politike koju je vodio njegov nasljednik Mario Draghi.

## Polemike

### Skandal Crédit Lyonnais
U siječnju 2003. Trichetu je suđeno zajedno s još osam osoba za nepravilnosti u poslovanju Crédit Lyonnais, jednoj od najvećih francuskih banaka. Trichet je u to vrijeme bio šef Francuske riznice. Oslobođen je u lipnju 2003. godine, što mu je omogućilo prelazak u ECB. Parlamentarna istraga nije utvrdila da suTrichet i drugi državni službenici učinili ikakve prekršaje tijekom tog kritičnog razdoblja.

### Bankarska kriza 2009.
Na čelu Europske središnje banke Trichet se snažno opirao svakom prijedlogu da Grčka izbjegne vraćanje državnog duga. Tek je u listopadu 2011., s neizbježnim krajem njegovog mandata, postignut konsenzus da se omogući smanjenje vrijednosti grčkih obveznica za 50%.
U sklopu istrage iz 2015. godine koju je austrijski parlament pokrenuo zbog nestalog zajmodavca Hypo Alpe Adria, tadašnja oporbena stranka NEOS pozvala je Tricheta kao jednog od 200 svjedoka koje je željela ispitati. Krajem 2009. godine u vrijeme austrijske kupnje Hypo Alpe Adria banke od BayernLB-a, Trichet je lobirao za dogovor.
Trichet je trpio jake kritike zbog odgovora ECB-a na veliku ekonomsku krizu 2008, jer je inzistirao na stabilnosti cijena tijekom faze oporavka i rasta. Kritiziran je i kad je odbio odgovoriti na pitanje o mogućem sukobu interesa njegovog nasljednika Marija Draghija zbog njegove prethodne karijere u Goldman Sachsu prije nego što je isti preuzeo dužnost šefa ECB-a.

## Osobni život
U svojoj 22. godini Trichet se oženio s Aline Rybalka, diplomatkinjom i prevoditeljicom čiji su roditelji doselili u Francusku iz Ukrajine. Imaju dva sina: Pierre-Alexis Trichet (rođen 1971.), direktor marketinga u telekomunikacijskoj tvrtki Orange SA i Jean-Nicolas Trichet (rođen 1974.), glazbenik i producent.